# Agricultural University Wageningen Papers
Agricultural University Wageningen Papers (abreviado Agric. Univ. Wageningen Pap.) es una revista con ilustraciones y descripciones botánicas que es editada en Wageningen desde 1984